# Psamatodes
Psamatodes is een geslacht van vlinders van de familie spanners (Geometridae), uit de onderfamilie Ennominae.

## Soorten
- P. alteraria Dyar, 1916
- P. nicetaria Guenée, 1858
- P. rimosata Zeller, 1857